# Luigi Alessandro Piccinni
Luigi Alessandro Piccinni, de vegades Louis Alexandre, Alexandre, o Lodovice Alessandro (París, 1779 - 1850) fou un compositor i pianista de cert renom francès. Fill natural de Giuseppe que era el fill primigeni del gran Niccolò Piccinni, i nebot de Luigi, tots ells músics i compositors amb més o menys glòria.
Acabà els estudis musicals sota la direcció del seu avi, i aviat es distingí com a hàbil pianista i consumat lector musical. Se'l nomenà acompanyant de piano en el teatre Feydeau, de París, càrrec que desenvolupà més tard en el gran teatre de l'Òpera de la mateixa capital en qualitat d'auxiliar. Des de 1803 fins a 1807 fou director d'orquestra del teatre de la Porte-Saint-Martin i el 1804 se'l designà com a segona acompanyant de la capella imperial, passant a la categoria de primer 10 anys després.
Tornà a la direcció de l'orquestra del teatre citat anteriorment, i a més fou nomenat pianista de la música particular de la Delfina (1818) i director del cant en l'Òpera, però el 1826 va perdre el càrrec sense haver-li indicat el motiu de la seva destitució, i des de llavors es dedicà a París a l'ensenyança del cant fins al 1836, data en què s'establí a Boulogne com a professor de música; d'allà passà a Tolosa, on fou professor del Conservatori durant alguns anys; més tard es traslladà a Estrasburg, i, per fi, retornà a París.
Va escriure música de nombrosos melodrames, balls d'espectacle, 25 partitures d'òpera còmica molt mitjanes i moltes romances, arietes i peces per a piano. Algunes de les seves produccions gaudiren en el seu temps de molta popularitat, entre les que cal citar: 
- La pie coleuse, Le Vampire, Romulus, Robinson Crusoé, Marie Stuart, Les deux forçats, Le Moustre, Geneviève de Brabant, Le mariage de raison, Trente ans ou la vie d'un joueur, La femme magnanime, La belle Arsène, Clara, La bataille de Pultava, Guillaume Tell, La peste de Marseille, etc.

representades en diversos teatres de París, igual que les òperes còmiques Arlequin au village, La pension de jeunes demoiselles, Le pavillon, Arlequin bon ami, La fausse prevention, (en col·laboració amb Pierre Hédouin), etc.
La seva última producció fou La prise de Jéricho estrenada a Estrasburg. També se li deu una Ode maçonique (1818), i una cantata amb motiu del bateig del duc de Bourdeus.